# ألعاب القوى في دورة الألعاب الأولمبية الصيفية لعام 2008 - رمي القرص للرجال
أقيم حدث رمي القرص للرجال في دورة الألعاب الأولمبية الصيفية لعام 2008 في الفترة من 16 إلى 19 أغسطس في ملعب بكين الوطني. تنافس 37 رياضيًا من 29 دولة. وفاز بالحدث جيرد كانتر من إستونيا، وهو أول انتصار له في رمي القرص للرجال. حصل بيوتر ماتشوفسكي على الميدالية الفضية لمنح بولندا أول ميدالية في هذا الحدث. جعلت برونزية القاذف الليتواني فيرجيليوس ألكنا الرجل الثالث الذي يفوز بثلاث ميداليات في هذه الرياضة، إضافة إلى ميدالياته الذهبية في عامي 2000 و2004.

## تاريخ الحدث
كان هذا هو الظهور السادس والعشرون للحدث ، وهو واحد من 12 حدثًا لألعاب القوى تقام في كل دورة أولمبية صيفية. كان المتأهلون للنهائيات العائدة من ألعاب في عام 2004 حاصل على الميدالية الذهبية مرتين (والنهائي عام 1996) وهو (فيرجيليوس ألكنا) من ليتوانيا ،و الحاصل على الميدالية الفضية ، هو صاحب الميدالية البرونزية (وصيف 2000)وهو ألكسندر تاميرت من إستونيا ، المركز الخامس (فرانتز كروجر) من الجنوب أفريقيا ، صاحب المركز السادس (كيسي مالون) من (الولايات المتحدة) ، والمركز الحادي عشر (غابور ماتي) من المجر ، وروبرت فازيكاس(أيضًا من المجر) ، الذي فاز في البداية في عام 2004 ولكن تم استبعاده بسبب المنشطات.